# Manuel Inácio Belfort Vieira
Manuel Inácio Belfort Vieira (São Luís, 30 de abril de 1854 — Rio de Janeiro, 1 de agosto de 1913) foi um político e militar brasileiro.
Foi o terceiro  filho do ministro João Pedro Dias Vieira e Isabel Nunes Belfort, filha de Antônio de Sales Nunes Belfort, ex-presidente das províncias do Maranhão e do Ceará. Exerceu o cargo de ministro da Marinha e almirante. Foi nomeado em 14 de fevereiro de 1890 segundo vice-governador do Amazonas, governou o Maranhão três vezes, de 25 de julho a 28 de outubro de 1890, de 8 de janeiro a 30 de novembro de 1892, e de 2 de fevereiro a 13 de agosto de 1895.
Um dos constituintes de 1890, como deputado representante do Amazonas. Em 1897 elegeu-se senador pelo Maranhão, e em seguida senador pelo Amazonas.

## Homenagens
Em sua homenagem, foi nomeada uma praça (praça Almirante Belfort Vieira), no bairro do Leblon, na cidade do Rio de Janeiro.